# Монтальбо (Сан-Марино)
Монтальбо (італ. Montalbo) — село (італ. curazia) у державі Сан-Марино. Територіально належить до муніципалітету Сан-Марино.